# East West Bank Classic 1993
L'East West Bank Classic 1993 è stato un torneo di tennis giocato sul cemento.
È stata la 20ª edizione del torneo, che fa parte della categoria Tier II nell'ambito del WTA Tour 1993.
Si è giocato a Manhattan Beach vicino a Los Angeles negli Stati Uniti, dal 9 al 15 agosto 1993.

## Campionesse

### Singolare
Martina Navrátilová ha battuto in finale  Arantxa Sánchez Vicario con il punteggio di 7–5, 7–6(4)

### Doppio
Arantxa Sánchez Vicario /  Helena Suková hanno battuto in finale  Gigi Fernández /  Nataša Zvereva con il punteggio di 7–6(3), 6–3